# Broma (mol·lusc)
|  | Per a altres significats, vegeu «Broma». |

La broma o corc marí (Teredo navalis) és una espècie de mol·lusc bivalve de l'ordre Myida. És xilòfag (menja fusta) i marí, de cos tou, vermiforme, blanquinós i translúcid, que atenyen al màxim uns vint centímetres.
La broma té la conquilla reduïda i transformada en un aparell perforador, anomenada normalment «cap». El seu cos està proveït per un extrem d'una part bífida, un sifó doble que permet la circulació i la filtració de l'aigua de mar. Trepana la fusta submergida, aconseguint digerir la cel·lulosa gràcies a un òrgan especialitzat anomenat la glàndula de Deshayes, que alberga bacteris simbiòtics.

## Descripció i biologia
El cos de la broma és elongat i vermiforme, i deixa un tub calcari que s'obre a l'exterior a través d'un petit orifici a la fusta, difícil d'identificar, que és usat per l'entrada inicial a la fusta. Durant la vida de l'animal, l'orifici roman obert i permet la sortida d'aigua, excrements i dels elements reproductors a través de dos sifons, i també és usat com a entrada de plàncton per a l'alimentació. Aquesta obertura pot ser tancada per dues paletes calcàries, localitzades lateralment als sifons i accionades per forts músculs, impedint l'entrada de partícules o d'animals indesitjables. Mitjançant contraccions del múscul adductor, la broma fa que els denticles de la regió anterior de la closca raspin la fusta, retirant partícules que serveixen d'aliment, essent el seu "gust" per la fusta variable d'acord amb el gènere a què pertany.
La broma classificada per Carl von Linné el 1758 produeix una forma inhabitual entre els bivalves, ja que s'allarga i desenvolupa fins a arribar als vint centímetres. La larva del corc és lliure i planctònica. L'adult colonitza les fustes submergides: bucs de naus, vaixells, estaques, pals, arbres, troncs. Excava una galeria d'uns trenta centímetres on passarà la resta de la seva vida. Aquest mol·lusc d'aparença fràgil està dotat d'un resistent cap perforador capaç de barrinar les dures fustes tropicals, inaprofitables fins al segle XX per la indústria humana per la seva duresa.
Les bromes viuen en fustes submergides o flotants, en aigües salades o salabroses i en tots els estuaris. Però no poden sobreviure en aigües marines poc salades com les del mar Bàltic. Tampoc poden sobreviure en algunes fustes tropicals que els resulten tòxiques, així com en fustes massa dures. Colonitzen més lentament les fustes de més duresa, com ara el roure, que d'altres com la del pi, que pot ser degradada en pocs mesos. Necessiten una aportació suficient d'oxigen, per la qual cosa no es troben en els sediments marins. S'alimenten de la fusta que esmicolen i digereixen en simbiosi amb el bacteri Teredinibacter turnerae, però es nodreixen també, com la majoria dels bivalves, filtrant l'aigua que circula en el seu cos mitjançant el sifó situat a l'extrem posterior.
Les parets de la galeria que excava són solidificades per una fina secreció blanca calcària, que forma un tub de 20 a 30 centímetres, la qual cosa li permet viure molt de temps a fustes fràgils, esponjoses, toves o molt descompostes. Viu probablement en simbiosi amb bacteris que l'ajuden a atacar i digerir la fusta. Diferents espècies de bromes i teredos poden viure en un mateix tronc flotant o submergit, assistides de nombroses espècies de crustacis isòpodes (limnòrids) que viuen sobretot a l'exterior del tronc.

## La broma com a plaga

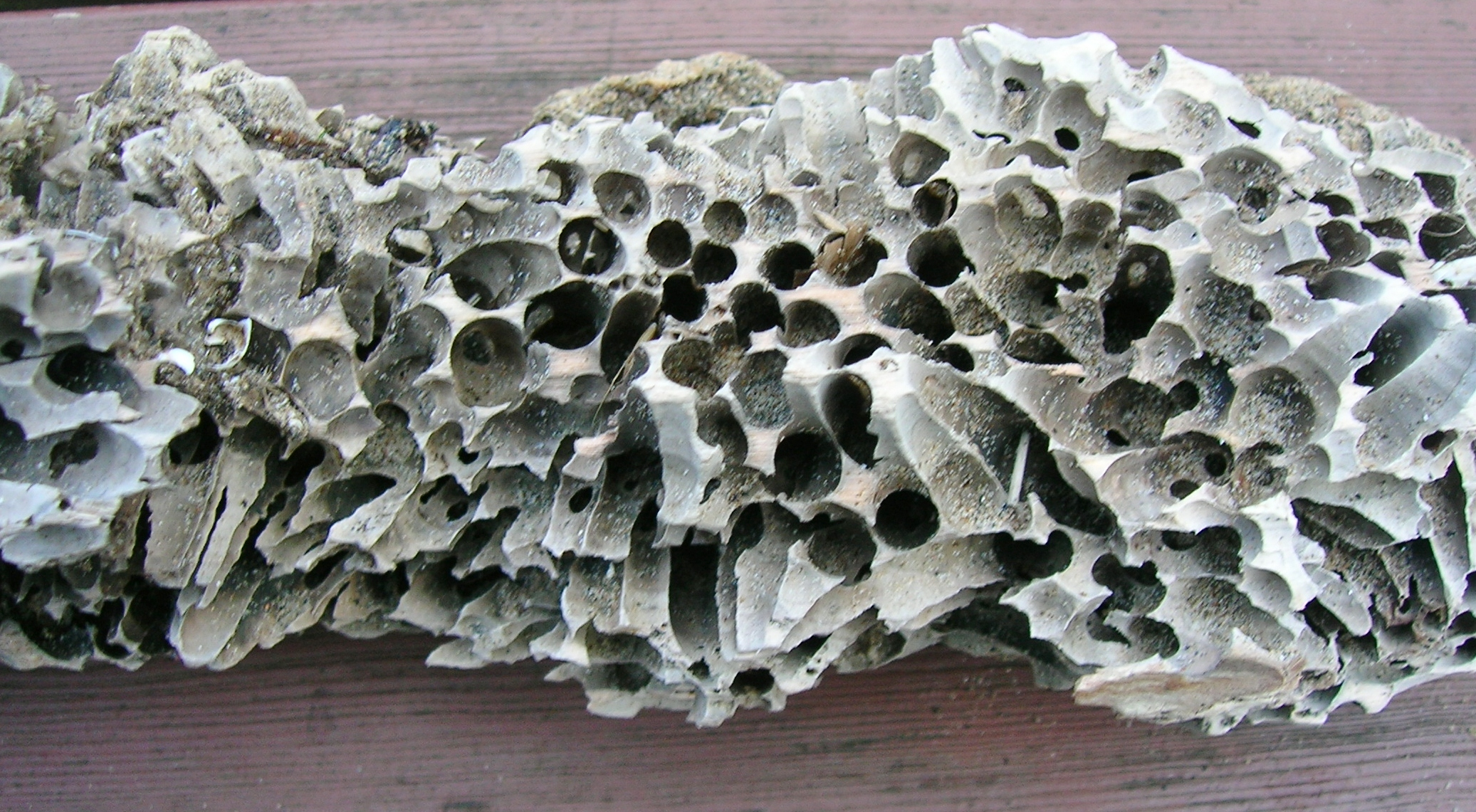
Galeries de broma en una branca

La broma causa greus danys en els bucs de fusta dels vaixells i en les estaques o altres estructures de fusta d'instal·lacions marines. Per això s'han estudiat mètodes que permetin prevenir els seus atacs. Com que són més freqüents en aigües càlides, el seu impacte per a la navegació europea va ser més gran a partir de l'era dels descobriments, i mentre els vaixells van ser de fusta. Existeixen diversos relats de navilis totalment perduts per la broma. En zones amb escassa aportació d'oxigen i baixa salinitat la fusta queda fora de perill.
Per limitar els danys dels corcs marins es folraven els bucs dels vaixells amb xapes especials, de fustes més denses o més gruixudes. Els perjudicis eren de tanta magnitud que es van realitzar experiències amb altres materials de major cost.

## Biomimètica, o la broma com a font d'inspiració d'enginyeria
El 1805, l'enginyer britànic Marc Isambard Brunel es va inspirar en el comportament i anatomia de la broma per millorar la tecnologia de construcció de túnels. En observar la manera com les valves de la broma li permeten excavar una galeria a la fusta i protegir-se de ser aixafada pels moviments del material, Brunel va dissenyar un enginyós marc modular d'acer per a túnels, que permetia els treballadors excavar amb èxit a través del llit del riu Tàmesi, molt inestable. Amb el seu invent va aconseguir el primer túnel de gran longitud construït sota un riu navegable.